# Caraballo-Berge
Die Caraballo-Berge (spanisch Monte Caraballo oder Sierra de Caraballo) sind ein Gebirge auf den Philippinen. Es befindet sich in der zentralen nördlichen Region der Insel Luzon und umfasst Gebiete der Provinzen Nueva Vizcaya und Quirino. Es bildet den zentralen Gebirgsknoten der Insel und erreicht eine Höhe von ca. 1680 Metern über dem Meeresspiegel.
Die Caraballoberge bilden die Wasserscheide zwischen dem Cagayan und dem Pampanga, deren Hauptquellgebiete in diesem Gebirgszug liegen. Im Süden des Gebirgszuges liegt einer der größten Stauseen der Philippinen, der Pantabangan-Stausee. Die Caraballoberge sind größtenteils bewaldet, sehr ursprünglich und nur gering besiedelt.
Die Marhalika Highway durchquert den Gebirgszug im Nordwesten, dennoch ist das Gebiet sehr abgelegen. Das bedeutende Pilgerzentrum Station of the Cross liegt im Bangan-Hill-Nationalpark, im Norden des Gebirges.

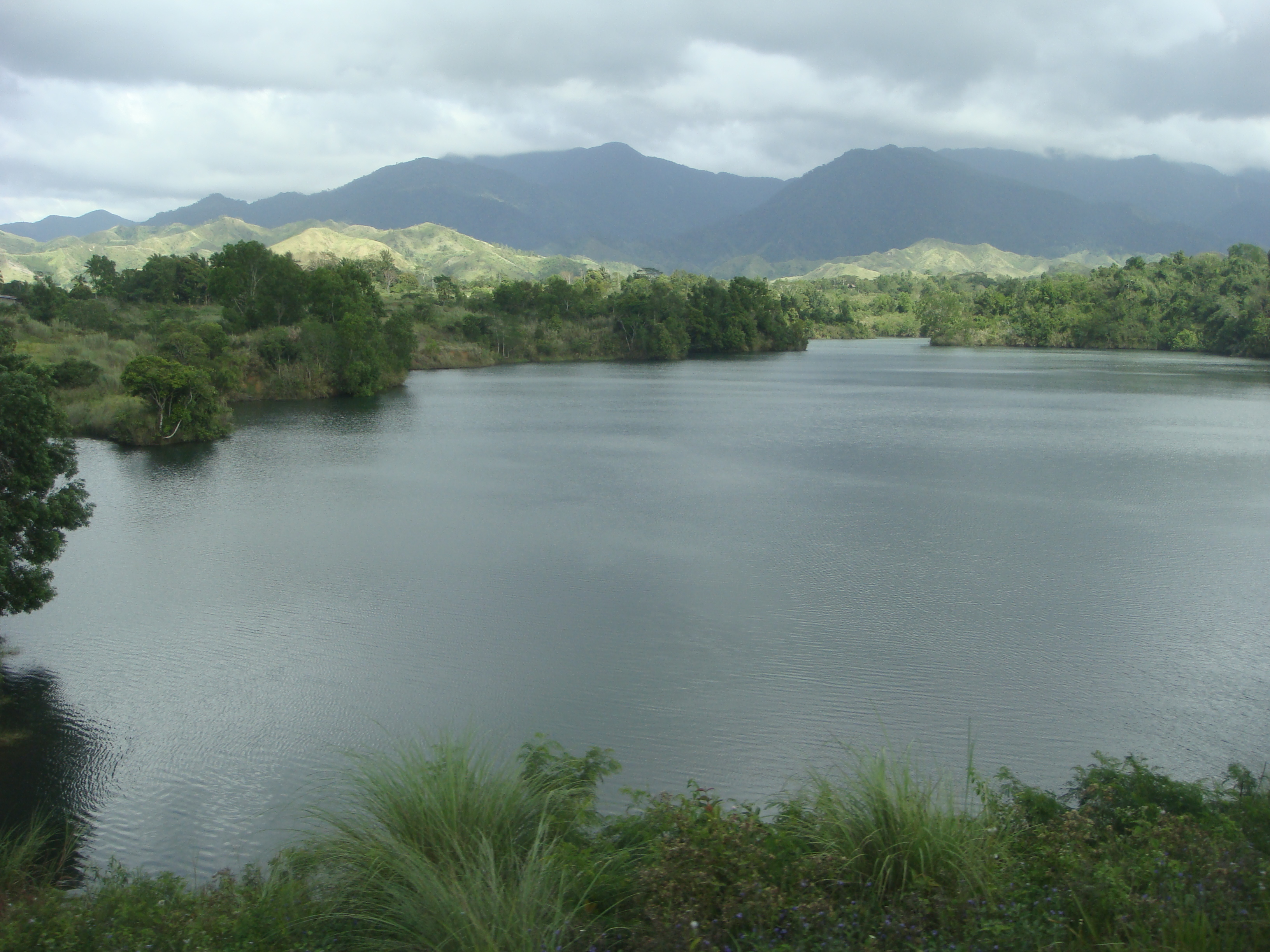
Der Pantabangan-Stausee
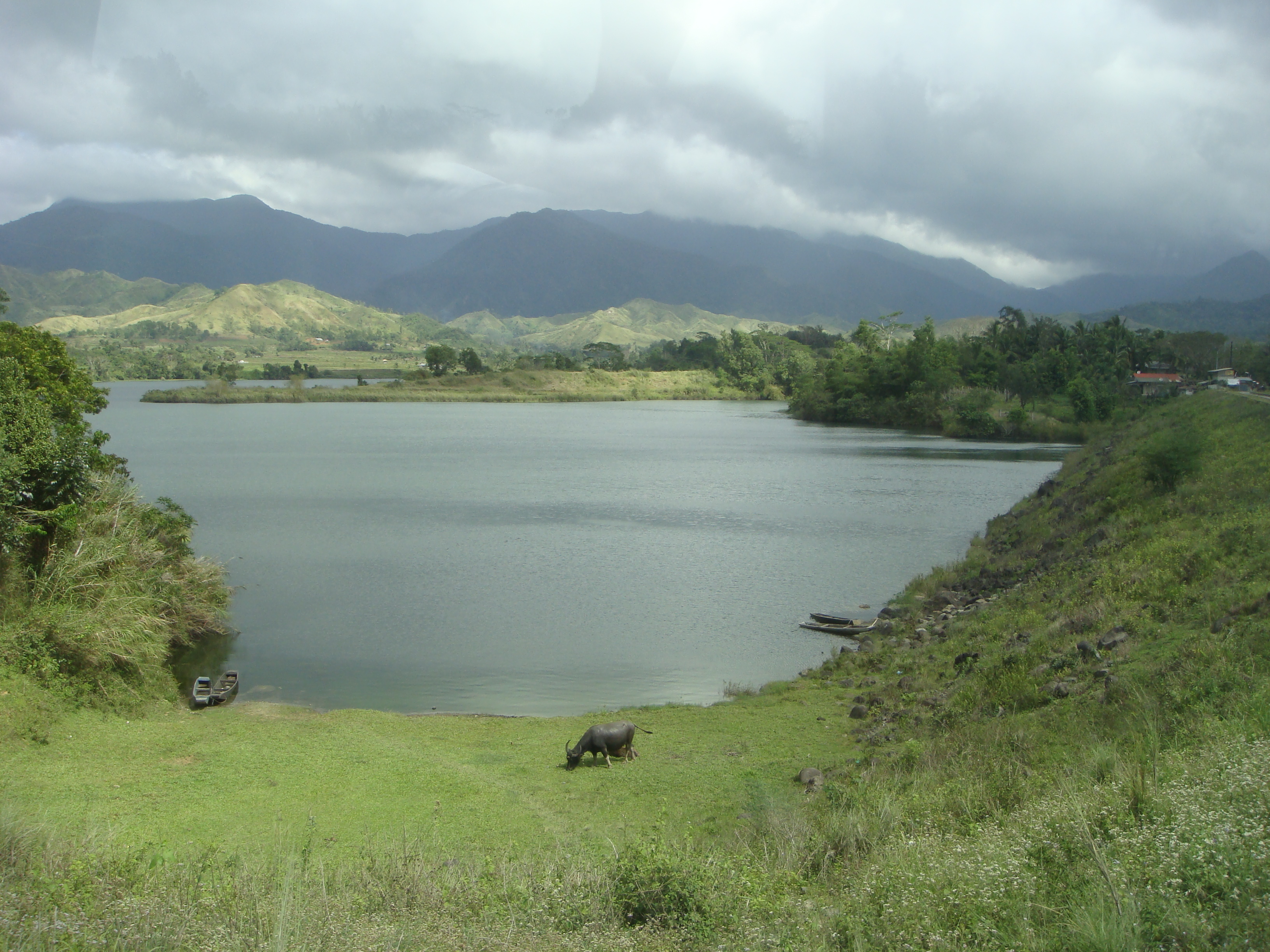
Die Caraballoberge
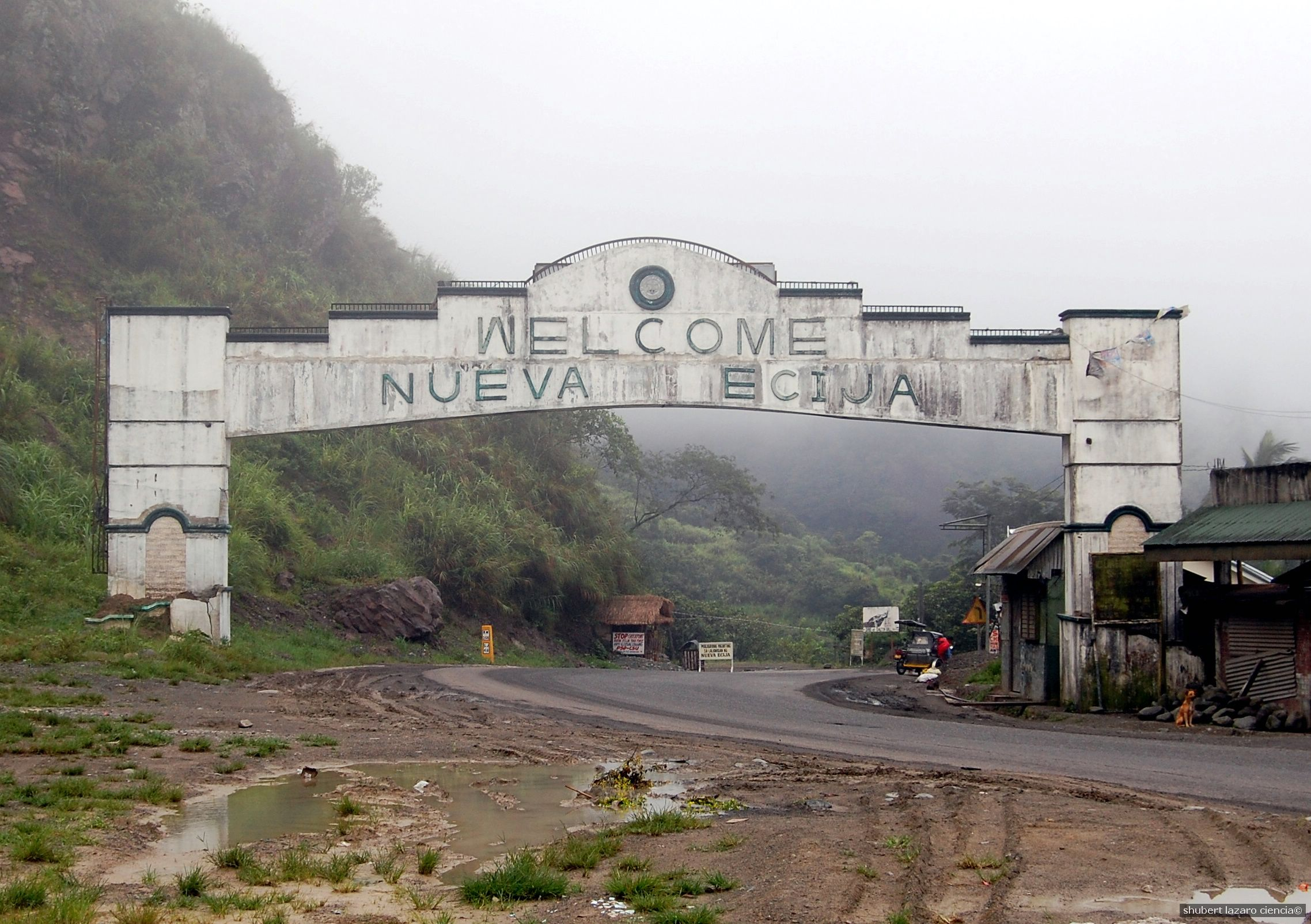
Der Dalton-Pass